# Liam Delap
Liam Rory Delap (ur. 8 lutego 2003 w Winchesterze) – angielski piłkarz irlandzkiego pochodzenia, występujący na pozycji napastnika w angielskim klubie Chelsea.

## Życie prywatne
Jego brat Finn jest zawodnikiem angielskiego Burton Albion. Ich ojciec Rory był reprezentantem Irlandii.

## Sukcesy

### Manchester City
- Mistrzostwo Anglii: 2020/21
- EFL Cup: 2020/21
- Mistrzostwo Anglii: 2021/22
- Mistrzostwo Anglii: 2022/23[5]